# Francisco Puñal
Francisco « Patxi » Puñal Martínez est un footballeur espagnol, né le 6 septembre 1975 à Pampelune en Espagne. Il passe l'intégralité de sa carrière à l'Osasuna Pampelune, mis à part un prêt de deux saisons au CD Leganés entre 1999 et 2001. Il évolue au poste de milieu de terrain.

## Biographie
Après 17 saisons et 513 matches joués avec l'Osasuna Pampelune, il met un terme à sa carrière le 18 mai 2014.

## Carrière
- 1997-2014 :  Osasuna Pampelune
- 1999-2001 :  CD Leganés (prêt)[4]

## Palmarès
- Osasuna Pampelune
  - Finaliste de la Coupe d'Espagne : 2005